# Jovica Đurđić
Jovica Djurdjić, serb. Јовица Ђурђић  (ur. 3 października 1949 w Glogovicy koło Doboju) – serbski poeta i prozaik.

## Biografia
Dyplom uzyskał na Wydziale Pedagogicznym w Rijece. Członek Stowarzyszenia Pisarzy Republiki Serbskiej. Jest autorem kilkunastu tomików poetyckich. Publikował w wielu pismach i czasopismach. Jego wiersze zostały przetłumaczone między innymi na język angielski, rosyjski, włoski, polski, czeski i turecki. Pisze nie tylko wiersze, ale również opowiadania dla dorosłych i utwory dla dzieci. Dwukrotnie był laureatem przyznawanej w Rijece nagrody literackiej Drago Gervaisa. Po raz pierwszy w 1973 za zbiór wierszy Larisa, a po raz drugi w 1974 roku za Ljubičasto gorje. Mieszka w Malinskiej na wyspie Krk.

## Utwory wydane w języku polskim
- Deszcz i źdźbła (Kiša i vlati) Agawa 2013 tł. Grzegorz Łatuszyński[2]